# Dots

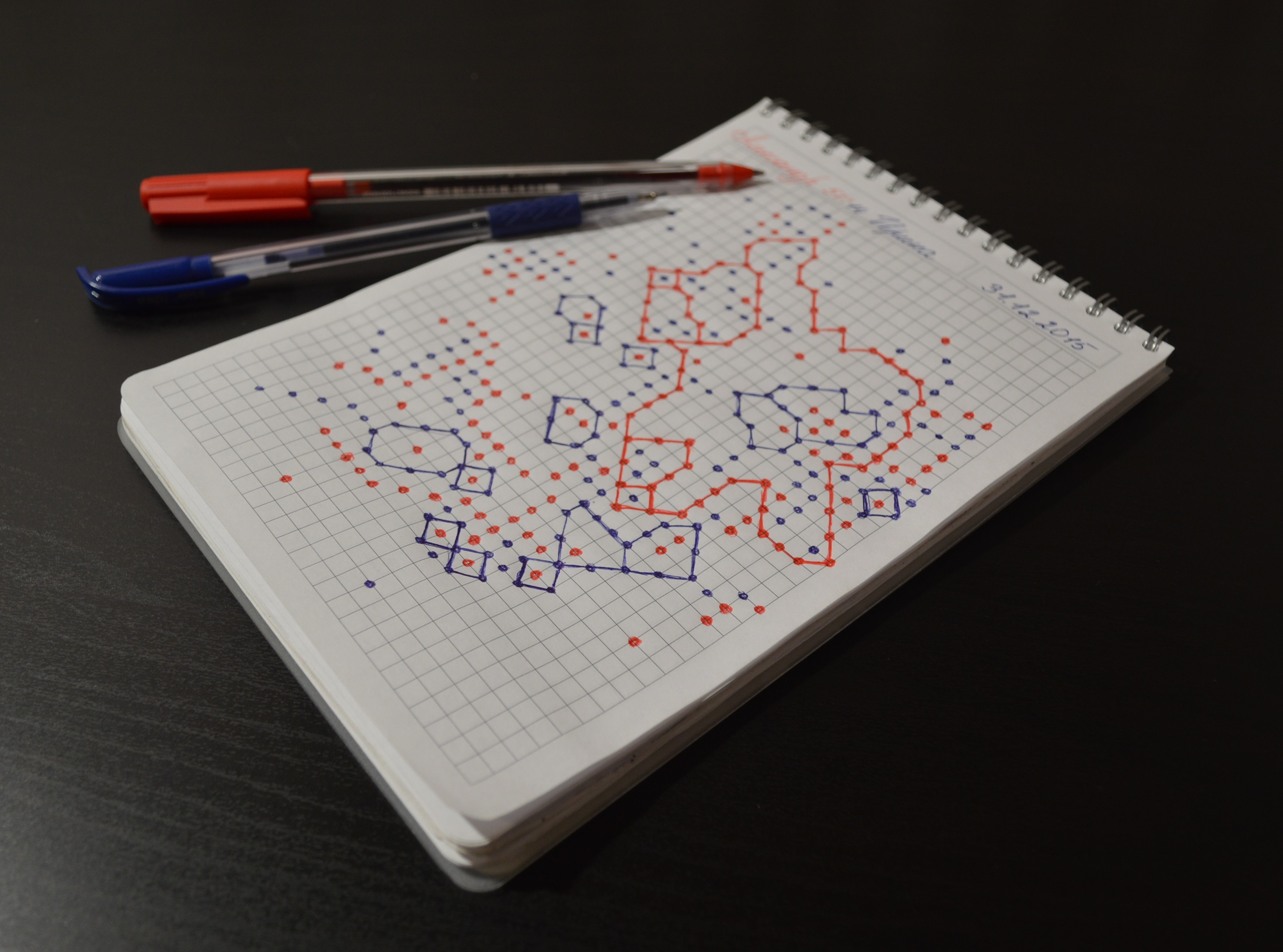
Voorbeeld van de eindstand van een potje Dots

Animatie van het begin van een spel

Dots is een abstract strategisch papier-en-potloodspel voor twee personen. Het wordt gespeeld met twee pennen van verschillende kleur en een ruitjesvel. Het doel is om de tegenstander in te sluiten. 
Het spel lijkt enigszins op Go, waarbij het doel ook is om vijandelijke stippen te 'vangen' door ze te omringen met een ononderbroken lijn van de eigen stippen (een basis). Het spel heeft ook enkele overeenkomsten met het eenvoudigere en kleinere spel Kamertjes verhuren.

## Spelregels

### Veld
Dots wordt gespeeld op een ruitjesveld van willekeurige grootte. Het traditionele veld is 39x32, de grootte van het ruitjesveld dat vaak wordt aangetroffen in Russische schrijfschriften. Spelers plaatsen om de beurt een stip van hun eigen kleur (de spelers zijn meestal rood en blauw) op een leeg kruispunt van het raster.

### Begin
Als een speler zijn eerste stippen op het lege speelveld alleen op de rand zou plaatsen, of op zo'n manier plaatsen zodat de stippen verbonden zijn met de rand door een rij van zijn punten, dan zou geen van zijn punten ooit kunnen worden ingesloten door de tegenstander. Om deze reden zijn een paar punten nabij het midden van het bord meestal vooraf gemarkeerd, bijvoorbeeld twee in elke kleur op de tegenovergestelde hoeken van een vakje (kruis).

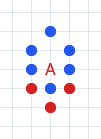
'Blauw' kan geen leeg gebied vastleggen zonder rode stippen. Hierdoor dreigt rode speler in A te spelen en daarmee één blauwe stip te veroveren.

### Vastleggen
Als een nieuw geplaatste stip een ketting van stippen met dezelfde kleur sluit die ten minste een van de vijandige stippen omsluit, dan is het hele gebied daarbinnen omsingeld. Om een ketting te vormen, moeten de stippen verticaal, horizontaal of diagonaal naast elkaar liggen. Zodra een gebied met vijandelijke stippen is omsingeld, is dat gebied niet meer speelbaar. Omringde vijandelijke stippen worden toegevoegd aan de score van de speler die hen omsingelde (maar de eigen stippen van de speler worden niet meegeteld). Een lijn moet in een ring worden gesloten, waarbij spelers hun eigen lijnen kunnen gebruiken die in eerdere zetten zijn getekend als onderdeel van een nieuwe lijn. Een lijn mag geen andere lijn overschrijden of binnen een gebied lopen. Een grote ring kan echter een ander gebied volledig omsluiten. Als dit van de tegenstander is, wordt het zijn eigen territorium. Een nieuw getrokken lijn moet ten minste één vijandelijk punt bevatten dat zich op dat moment nog niet op eigen grondgebied bevindt. Om een nieuw omsloten gebied te markeren, moet de omringende speler een grenslijn trekken door al zijn punten die deel uitmaken van de omsluitende ketting; om het meer visueel te maken, kan het gebied ook worden ingekleurd in de kleur van de speler.
Spelers kunnen geen gebieden omsingelen zonder vijandelijke stippen. Als gevolg hiervan kan de vijand lege kruispunten in een afgesloten gebied gebruiken om hun eigen omsluitende ketting te voltooien. Als echter een stip wordt geplaatst in een leeg gebied dat wordt omringd door de tegenstander en deze niet onmiddellijk kan gebruiken om te omsingelen, dan kan deze stip door de tegenstander worden gevangen (dit soort zelfmoordactie is nooit gunstig, maar is niet verboden).
Vaak is er meer dan één manier om een omsluitende reeks stippen te kiezen. Bij het spelen met pennen en papier zijn spelers vrij om er een te kiezen zoals ze willen. Als het spel op een computer wordt gespeeld, omsluiten programma's meestal automatisch het minimale gebied om de invoer van de gebruiker te vereenvoudigen. In sommige gevallen kan dit tactisch in het voordeel worden uitgebuit.

### Eind
Het doel van het spel is om meer stippen te vangen dan de tegenstander. Traditioneel werden informele Dots-spelletjes gespeeld totdat een van de spelers zich overgaf. Het spel eindigt wanneer er geen punten meer kunnen worden gemarkeerd. De speler in wiens gebieden de meeste tegengestelde punten zijn, wint.

### Inkorten
Om de laatste fase van het spel in te korten, wordt vaak een extra regel toegepast, volgens welke een speler het spel op elk moment kan beëindigen, waarna de tegenstander alleen verder kan spelen. De tegenstander krijgt dan alle nog niet opgenomen punten die geen verbinding hebben met de rand van het bord. Dus als een speler al meer punten heeft veroverd en deze aan de rand van het bord heeft verankerd dan de tegenstander überhaupt kan krijgen, dan kan hij het spel onmiddellijk winnen met deze regel.
Een alternatieve telregel bepaalt dat alle punten binnen een omringd gebied meetellen in de eindtelling, zelfs ongemarkeerd en eigen.

kropki na dwie kratki

## Varianten
In de Poolse variant Kropki na dwie kratki kan ook een deel van een gebiedslijn worden getekend tussen punten in de paardensprong-afstand of over een ongemarkeerd punt (dubbele orthogonale of diagonale lijn). Deze variant levert aanvallender spel op.
Een alternatieve telregel bepaalt dat alle punten binnen een gebied meetellen in de eindtelling, zelfs ongemarkeerd en eigen.